# Sony Ericsson Xperia X10
索尼爱立信Xperia X10是由索尼愛立信开发制造的于Xperia子品牌旗下的高端智能手机。X10采用了Android操作系统。
主要卖点为搭载了4英寸的FWVGA规格屏幕、810万像素的摄像头和主频1Ghz的处理器。

## 历史
2009年Q3公布。
2010年Q2发售。
2010年Q4系统由Android1.6升级至Android2.1。
2011年索尼爱立信宣布将X10升级到Android 2.3.3 Gingerbread，不过需要考虑的是，升级之后不能降級、Mediascape 将被替代、备份与还原功能消失的问题
自2011年七月末, 歐洲及亞洲的(X10i)用戶已開始可以獲得官方的Android 2.3.3系統升級, 並且一系列針對官方系統的自製版及Root破解版的系統也隨之出現.但美洲/澳洲版的官方2.3.3系統升級尚未上線, 外界又推想可能與巴西官方部落格曾提到過的超過2點的多點觸屏操作有關. 
已確定在升級Android 2.3.3後，螢幕支援多點觸控。

## 硬件
Xperia X10在公布之初有着当时Android系统中顶级的硬件，例如1Ghz的Qualcomm Snapdragon处理器（65纳米制程）和810万像素的自动对焦摄像头。然而由于经历了长时间的等待才正式发售，在2010年春正式发售时市场上已经有了不少同等级甚至更强硬件的Android手机。

## 软件
系统方面，Xperia X10最初使用的是Android 1.6版本的操作系统。不过官方已于2010年10月下旬起依次发布各个版本的Android 2.1版本升级。索尼爱立信对X10进行了较为深度的定制，以保持其索尼爱立信本身的界面风格。这样的做法也导致了系统版本升级的延缓。
软件方面，Xperia X10搭载了索尼爱立信自主开发的UXP界面，提供了整合式的通讯和社交网络功能。以Timescapes和Mediascapes为代表的一系列索尼爱立信为X10专门添加的软件提高了系统的可用性和易用性。但是也因此造成了一定的性能下降。
(2.3是使用2.1所使用的2.6.29內核(此內核有鎖fps30)並不是2.6.35的新內核)

## 顏色
顏色包括：
| 顏色 | 名稱   | 英語           |
| ---- | ------ | -------------- |
|      | 感性黑 | Sensuous Black |
|      | 光澤白 | Luster White   |